# Клер Кейм
Клер Кейм (фр. Claire Keim, 8 липня 1975, Санліс, Франція) — французька акторка та співачка.

## Вибіркова фільмографія
- Роман Лулу (2001)
- Зупиніть ваші фільми! (2016)